# Куца Ольга Павлівна
Ольга Павлівна Куца (нар. 5 вересня 1953, Стриганці, УРСР) — українська літературознавиця, докторка філологічних наук (1997), професорка (2002).

## Життєпис
Закінчила філологічний факультет Львівського університету (1975). Працювала вчителем української мови та літератури в містах Збаражі і Тернополі. Від 1980 — у Тернопільському державному педагогічному університеті (нині ТНПУ): викладачка, старша викладачка, доцентка, професорка каnедри теорії і методики викладання української і світової літератури.

## Доробок
Автор низки наукових праць із драгоманознавства, франкознавства, шевченкознавства.